# راندولف رودريغز
راندولف رودريغز (غارانيونز، 6 نوفمبر 1972) صحفي وسياسي برازيلي. منذ عام 2011 شغل رودريغز منصب عضو مجلس الشيوخ عن ولاية أمابا.